# William Robert Shepherd

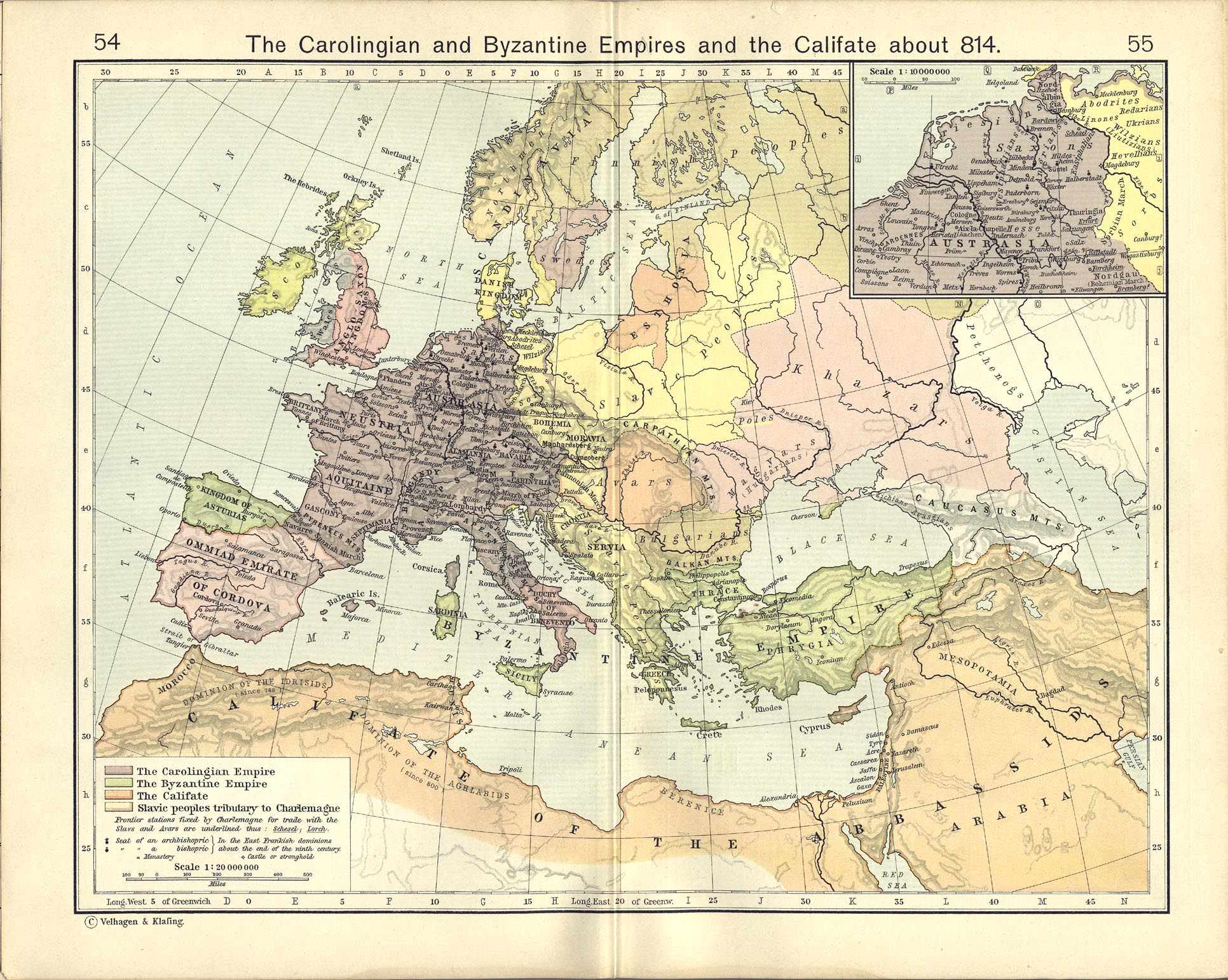
Karte aus Shepherds Historical Atlas: Karolingisches und byzantinisches Reich sowie das Kalifat um 814

William Robert Shepherd (geboren am 12. Juni 1871 in Charleston, South Carolina; gestorben am 7. Juni 1934 in Berlin) war ein amerikanischer Historiker und Geschichtskartograph.
William Robert Shepherd studierte an der Universität Columbia, an der er 1893 einen Masterabschluss machte und 1896 mit einer Dissertation über das koloniale Pennsylvania bei Herbert L. Osgood zum Ph.D. promoviert wurde. Für seine mit der Dissertation erbrachte Leistung erhielt er eine Preis-Dozentur. Im Anschluss setzte Shepherd seine Studien an der Friedrich-Wilhelms-Universität in Berlin und in Madrid fort. Im Jahr 1902 in die Vereinigten Staaten zurückgekehrt, wurde er Lecturer an der Universität Columbia. Im Auftrag der Carnegie Institution of Washington und initiiert durch John Franklin Jameson erschloss er 1905 Archivmaterialien zur Geschichte Amerikas in Spanien. Für die Hispanic Society of America und andere Institutionen reiste er 1907 nach Buenos Aires, um Museen und Bibliotheken zu besuchen.
Nach dem Ende des Ersten Weltkriegs hielt er im Rahmen einer ausgedehnten Europareise Vorträge an den Universitäten von Madrid, Cambridge, London, Manchester, Durham, Edinburgh, Berlin und Wien. In Wien wurde er 1924 der erste amerikanische Gastprofessor nach dem Krieg und erhielt in Österreich die Goldene Medaille für Verdienste um die Republik Österreich. Im selben Jahr wurde er Seth Low-Professor für Geschichte an der Universität Columbia und lehrte dort bis zu seinem Tod während einer Vortragsreise 1934 in Berlin.
Shepherds Forschungsschwerpunkte galten zwei Bereichen: der Geschichte Lateinamerikas und der Geschichte der europäischen Expansion. Sein Engagement und seine Kenntnisse auf diesen Gebieten führten ihn in verschiedene Positionen. 1908/09 war er Delegierter der Vereinigten Staaten beim ersten panamerikanischen Wissenschaftskongress in Santiago de Chile, 1910 war er Sekretär der US-amerikanischen Delegation bei der vierten Internationalen Konferenz der amerikanischen Staaten in Buenos Aires. In den Jahren 1915 und 1920 nahm er an den panamerikanischen Finanzkonferenzen teil.
William Robert Shepherd war Mitglied zahlreicher gelehrter Gesellschaften und Akademien – unter anderem der spanischen Real Academia de la Historia – und erhielt zahlreiche Ehrungen. So war er Komtur des Orden de Isabel la Católica und Ehrendoktor der Universität von Chile (1910), die ihn auch zum Ehrenprofessor ernannte, der Universität von South Carolina (1930) und der Universität Madrid (1934).
Trotz seiner Leistungen und der erhaltenen Ehrungen ist mit seinem Namen heute nurmehr ein Werk verbunden: der 1911 publizierte und 1923 sowie 1926 neu aufgelegte Historical Atlas.

## Veröffentlichungen (Auswahl)
- History of Proprietary Government in Pennsylvania (= Columbia Studies in the Social Sciences. Band 6). Columbia University, New York City 1896 (Digitalisat).
- Guide to the Materials for the History of the United States in Spanish Archives. Carnegie Institution of Washington, Washington, D.C. 1907 (Digitalisat).
- Historical Atlas. Henry Holt and Company, New York City 1911 (Digitalisat).
- Latin America. Henry Holt and Company, New York City 1914 (Digitalisat).
- The Hispanic Nations of the New World. A Chronicle of Our Southern Neighbors. Yale University Press, New Haven 1919 (Digitalisat).
- The story of New Amsterdam. Knopf, New York City 1926 (Digitalisat).